# Inner space
Inner space (den inre rymden) är en science fiction-term främst lanserad av J. G. Ballard och ett tema för 1960-talets radikala utveckling inom science fiction. I protest emot den traditionella science fiction-litteraturens intresse för utforskandet av den yttre rymden ansåg de radikala nu att man borde utforska människans psyke, dvs. den inre rymden, och använda science fictions tematiska arsenal som surrealistiska symboler. Begreppet är därmed kopplat till den nya vågens science fiction, dvs. the new wave. Andra författare som vid denna tid anknöt hit kan nämnas engelsmannen Brian Aldiss, och amerikaner som i synnerhet Philip K. Dick, men också Philip José Farmer, Harlan Ellison och Roger Zelazny, i synnerhet då dennes The Dream Master (1966). Tanken var inte ny. J. G. Ballard åberopade surrealismen, men kunde också ha åberopat en klassiker som James Joyces Ulysses (Odysseus). Det nya var att denna riktning nu togs upp av science fiction, som frånsett vissa undantag som Ray Bradbury och Theodore Sturgeon dittills varit litterärt sett traditionellt berättande. Detta ledde också till dispyter med de mer traditionellt orienterade författarna och kritikerna. Inre rymds-tankarna har förts vidare av cyberpunkens författare, där den inre rymden kopplats om till cyberspace, där människans inre och virtuella dator-verkligheter gärna flyter samman.

## Historik
Termen användes inom science fiction först av Robert Bloch i ett tal på Worldcon 1948, men mer prominent av J. B. Priestley i en science fiction-kritisk essä 1954. Priestley såg bland annat rymdlitteraturen, som vid denna tid var helt förknippad med termen science fiction, som en flykt ifrån att ta itu med sina inre psykologiska problem, liksom Jordens ekologiska. Det anses möjligt att hans essä kan ha lästs av Ballard. (Se artikeln inner space i Clute och Nicholls.)